# Gare de Gomen
La gare de Gomen (後免駅, Gomen-eki) est une gare ferroviaire située à Nankoku, dans la préfecture de Kōchi au Japon. Elle est exploitée par la JR Shikoku et la Tosa Kuroshio Railway.

## Situation ferroviaire
La gare de Gomen est située au point kilométrique (PK) 116,2 de la ligne Dosan. Elle marque le début de la ligne Tosa Kuroshio Asa.

## Histoire
La gare de Gomen a été inaugurée le 5 décembre 1925.

## Service des voyageurs

### Accueil
La gare dispose d'un bâtiment voyageurs, avec guichets, ouvert tous les jours.

### Desserte
- Ligne Tosa Kuroshio Asa :
  - voies 0 et 1 : direction Aki et Nahari

- Ligne Dosan :
  - voies 1 à 3 : direction Kōchi et Nakamura ou direction Awa-Ikeda, Takamatsu et Okayama